# Ronald Westerbeek
Ronald Westerbeek (1970) is een Nederlands auteur, voorganger en theoloog. Hij publiceerde diverse romans, was actief als journalist en was van 2005 tot 2011 hoofdredacteur van het christelijke opiniemagazine cv·koers. Ook studeerde hij theologie aan de Vrije Universiteit te Amsterdam en was hij voorganger van een migrantenkerk in Amersfoort.
Westerbeek publiceerde veelvuldig in de literaire tijdschriften Icarus (waar hij zelf ook eindredacteur van was), Woordwerk, Bloknoot en Liter. Later bracht hij drie literaire werken uit en twee theologische boeken. Westerbeek is getrouwd met Nienke Westerbeek, voormalig hoofdredacteur van het EO-vrouwenmagazine Eva en sinds augustus 2015 directeur van ontwikkelingsorganisatie Compassion. Ze hebben twee dochters, met wie ze in Amersfoort wonen.